# Societat dels Irlandesos Units
La Societat dels Irlandesos Units (Society of United Irishmen), també coneguda simplement com a United Irishmen,va ser una societat subversiva de caràcter republicà i independentista d'Irlanda.
Constituïda el 1791 inspirada en les idees de la Revolució Francesa per garantir "una representació igualitària de tot el poble" en un "govern nacional". Defensà una República independent Irlandesa amb plena igualtat de tots els ciutadans, fossin catòlics, protestants o de qualsevol credo. Alguns dels seus dirigents van ser Wolfe Tone, Napper Tandy i Thomas Russell.
El 1798 els United Irismen van instigar una insurrecció republicana, la rebel·lió dels Irlandesos Units desafiant les forces de la corona britànica i la divisió sectària irlandesa, revolta que fou derrotada i fortament reprimida per les forces britàniques.
La seva supressió va ser un preludi de l'abolició del parlament protestant d'ascendència a Dublín i de la incorporació d'Irlanda al Regne Unit amb Gran Bretanya. Un intent de revifar el moviment i renovar la insurrecció després de les actes de la unió va ser derrotat el 1803.